# Ipse dixit
Ipse dixit (lat. "on je rekao") uzrečica je koja se rabi za označivanje i opisivanje vrste proizvoljne dogmatske tvrdnje koju govornik očekuje da će slušatelj prihvatiti kao valjanu. Također je znana kao pogreška gole tvrdnje.
Fraza ipse dixit poriče da se o nečemu može debatirati. Drugim riječima, "to je tako kako jest".
Logička pogreška branjenja nekog prijedloga odvažnom tvrdnjom da je to fait accompli (franc.: svršen čin, gotova stvar) iskrivljuje taj argument tako da ga potpuno odbacuje: "Najosnovniji način da se iskrivi neki predmet jest poreći da on uopće postoji."

## Povijest
Latinski oblik izraza potječe od rimskog oratora i filozofa Marka Tulija Cicerona (106. – 43. pr. Kr.) koji ga navodi u svojim teološkim studijima De natura deorum (lat.: O naravi bogova) kao vlastit prijevod grčkog izraza identična značenja αὐτὸς ἔφα, a označuje argument autoriteta koji su činili Pitagorini učenici kad su se pozivali na iskaze svojeg učitelja radije nego na razum ili dokaz.
Do ranog 17. stoljeća učenjaci su rabili uzrečicu ipse dixit radi opravdanja argumenata u svojim područjima ako je iste argumente bio rabio starogrčki filozof Aristotel (384. – 322. pr. Kr.).

### Ipsediksitizam
U kasnom 18. stoljeću Jeremy Bentham prilagodio je izraz ipse dixit u riječ ipsediksitizam. Bentham je ovaj naziv skovao radi njegove primjene na sve neutilitarne političke argumente.

### Pravna uporaba
Izraz ipse dixit rabi se u modernim pravnim i upravnim odlukama uglavnom kao kritika argumenata koji se temelje samo na autoritetu određene osobe i/ili organizacije.
Vrhovni sud SAD-a prepoznao je 1997. godine problem "dokaza mišljenja koji je povezan s postojećim podacima samo putem ipse dixita nekog eksperta."

## Vanjske poveznice
- ipse dixit pri nolo.com  Arhivirana inačica izvorne stranice od 24. veljače 2014. (Wayback Machine)
- ipse dixit pri dictionary.reference.com
- ipse dixit pri bartleby.com